# Victoria Forsmark
Victoria Forsmark, född den 3 juli 1985, är en svensk före detta fotbollsspelare (anfallare). 

## Karriär
Forsmarks moderklubb är Sävar IK. Hon spelade tidigare några år i Umeå DFF, innan hon år 2003 värvades till Umeå Södra FF. År 2006 tog hon uppehåll, men kom tillbaka igen säsongen 2007. Tillsammans med Umeå Södra FF vann hon den 13 oktober 2007 mot Ornäs BK och tog därmed steget upp i Allsvenskan 2008. I Allsvenskan gjorde hon ett av lagets 9 mål.
2011 värvades hon till Piteå och där spelade hon 3 år.
Efter några års uppehåll gjorde Forsmark comeback säsongen 2021 med spel i division 4-klubben Skurups AIF.